# Hieracium munkacsense
Hieracium munkacsense — вид рослин із родини айстрових (Asteraceae).

## Середовище проживання
Зростає у Європі (Україна).